# Sheela na Gig

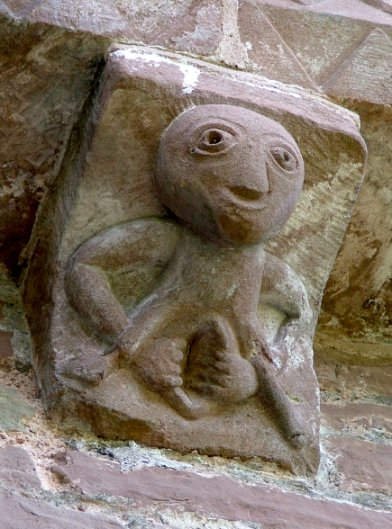
La famosa Sheela na gig de Kilpeck (Inglaterra).

Las Sheela na Gigs (o Sheela-na-Gigs) son tallas figurativas de mujeres desnudas mostrando una vulva exagerada. Se encuentran en iglesias, castillos y otras edificaciones románicas, especialmente en Irlanda y Gran Bretaña, a veces junto a figuras masculinas. Un ejemplo muy conocido se halla en Kilpeck (Herefordshire, Inglaterra).
Irlanda cuenta con el mayor número de tallas Sheela na Gig conocidas: en The Sheela-na-Gigs of Ireland and Britain: The Divine Hag of the Christian Celts – An Illustrated Guide, Jack Roberts y Joanne McMahon citan 101 ejemplos en Irlanda y 45 en Gran Bretaña.
Probablemente estas tallas se utilizaron para protegerse de la muerte, el mal y los demonios. Otras figuras grotescas como las gárgolas se hallan frecuentemente en iglesias de toda Europa, siendo común decir que su propósito era alejar a los espíritus malvados (véase magia apotropaica). A menudo se ubican sobre puertas y ventanas, presumiblemente para proteger estas aberturas.

## Origen del temaSheela na Gig
Existe cierta controversia respecto al origen de estas figuras. Un punto de vista, sostenido por Anthony Weir y James Jerman, es que fueron talladas por primera vez en Francia y España en el siglo XI, y el motivo terminó llegando a Gran Bretaña e Irlanda en el siglo XII. La obra de Weir y Jerman fue una continuación de la investigación iniciada por Jørgen Andersen, quien escribió The Witch on the Wall (1977), el primer libro serio sobre las Sheela na Gigs. Eamonn Kelly, Conservador de Antigüedades Irlandesas del Museo Nacional de Irlanda en Dublín, llama la atención en su libro Sheela-na-gigs: origins and functions sobre la distribución de las Sheelas en Irlanda para apoyar la teoría de Weir y Jerman: casi todas las Sheelas conservadas in situ se hallan en regiones conquistadas por los anglonormandos (siglo XII), mientras en las zonas que permanecieron «irlandesas nativas» aparecen sólo unas pocas. Weir y Jerman también argumentan en Images of Lust que su ubicación en el exterior de las iglesias y su fealdad respecto a los estándares medievales sugieren que fueron usadas para representar la lujuria femenina como horrible y pecaminosamente corruptora.
Otra teoría, expuesta por Jack Roberts y Joanne McMahon, es que las tallas son vestigios de un culto precristiano de fertilidad o a la Diosa Madre. Roberts y McMahon señalan a lo que afirman son diferencias en materiales y estilos de algunas Sheelas respecto a sus estructuras circundantes, y que algunas aparecen giradas, para apoyar la idea de que fueron incorporadas desde estructuras anteriores a edificios cristianos primitivos. Hay diferencias entre las típicas figuras exhibicionistas «continentales» y las Sheelas irlandesas, incluyendo la escasez de figuras masculinas en Irlanda y Gran Bretaña, más frecuentes en el continente, donde también aparecen posturas más «contorsionistas».

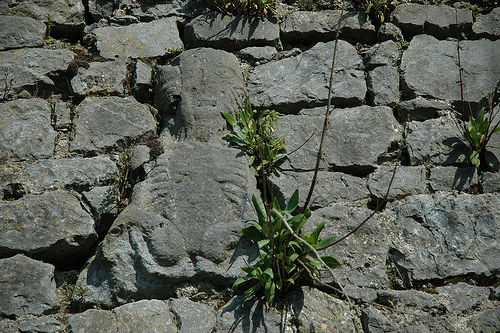
Sheela na Gig en un muro de la ciudad de Fethard (Condado de Tipperary, Irlanda).

## Origen del nombreSheela na Gig
El término Sheela na Gig fue publicado por primera vez en la revista Proceedings of the Royal Irish Academy (1840–44), como un nombre local para una talla presente una vez en un gablete del muro de una iglesia en Rochestown (Condado de Tipperary, Irlanda). El nombre también fue registrado en 1840 por John O'Donovan, funcionario de la Ordnance Survey de Irlanda, en alusión a una figura de una iglesia de Kiltinane (Condado de Tipperary). Hay controversia sobre el origen y significado de este nombre, pues no es directamente traducible al irlandés. A veces pueden encontrarse grafías alternativas de Sheela, entre ellas Sheila, Síle y Síla. El nombre Seán-na-Gig fue acuñado por Jack Roberts para el equivalente masculino itifálico de la Sheela, que es bastante raro en Irlanda pero mucho más común en el continente.
Jørgen Andersen escribe que el nombre es una expresión irlandesa, originalmente Sighle na gCíoch (‘la vieja bruja de los pechos’) o bien Síle-ina-Giob (‘Sheila sobre sus cuartos traseros’), donde Síle es la forma irlandesa del nombre anglonormando Cecilia. Otros investigadores han cuestionado estas interpretaciones: pocas Sheelas aparecen con pechos, y hay dudas sobre la relación lingüística entre ina-Giob y na Gig. También se ha dicho que la expresión sheela na gig es un término para una bruja o mujer vieja.
Barbara Freitag dedica un capítulo completo a la etimología del nombre en su libro Sheela-na-gigs: Unravelling an Enigma y proporciona algunas referencias anteriores a 1840, incluyendo un barco llamado Sheela Na Gig en la Marina Real Británica y un baile llamado Sheela na gig de los años 1700. Estas son las referencias registradas más antiguas del nombre, pero no se aplican a las figuras. El nombre del barco es explicado en los registros de la Marina Real como un «duendecillo femenino irlandés». Freitag descubrió también que gig era un término en jerga del inglés norteño para los genitales femeninos.
Weir y Jerman usan el nombre sheela, pero solo porque ha entrado en el uso popular; también llaman a las figuras de ambos sexos «exhibicionista». Citan el segundo capítulo de Andersen en The Witch on the Wall como buena discusión del nombre. Andersen afirma en ese capítulo que no hay evidencias de que sheela na gig fuese nunca un nombre popular para las figuras y que procede de una época (es decir, mediados del siglo XIX) «donde la comprensión popular de las características de una sheela eran vagas y la gente era cuidadosa con su aparente grosería». Una referencia anterior a la dudosa naturaleza del nombre pertenece a H. C. Lawlor (1931), quien dijo que «el término sheela-na-gig no tiene significado etimológico y es un nombre absurdo». Andersen, Weir, Jerman y Freitag descartan el nombre por moderno y relativamente arbitrario.
El nombre más antiguo registrado para una de las figuras es «El Ídolo», en relación con la figura de Binstead en la Isla de Wight. Este nombre fue mencionado en 1781 por R. Worsley en The History of the Isle of Wight, y de nuevo en 1795 por J. Albin en A New, Correct and Much-improved History of the Isle of Wight. El nombre de «El Ídolo» también fue aplicado a una figura hoy perdida de Lusk (Irlanda), y registrado como en uso sobre 1783.

## Teorías
Gran parte de la controversia en torno a las figuras se debe a determinar exactamente qué se supone que representan. Las teorías al respecto, ninguna de las cuales abarca todas las figuras ni carece de problemas, pueden clasificarse en los siguientes grupos.

### Vestigios de una diosa pagana
Esta es la teoría más popular, si bien no está ampliamente aceptada por los académicos. La diosa en cuestión suele ser identificada como celta, concretamente una vieja bruja Cailleach de la mitología irlandesa y escocesa. Esta teoría fue originalmente propuesta por gente como Margaret Murray y Anne Ross, quien, en su ensayo titulado The Divine Hag of the Pagan Celts, escribió: «Me gustaría sugerir que en su forma iconográfica primitiva retratan de hecho a la diosa territorial o de la guerra en su aspecto de vieja bruja...»
Más recientemente, la teoría de la diosa ha sido expuesta en el libro The Sacred Whore: Sheela Goddess of the Celts, de Maureen Concannon, quien relaciona las figuras con la «Diosa Madre».
The Encyclopedia of Religion establece paralelos entre la Sheela na gig y el antiguo mito irlandés de la diosa que concedía el reinado. Aparecería como una vieja bruja lujuriosa, y la mayoría de los hombres rechazarían sus avances, excepto uno, que aceptaría. Cuando se acostase con ella, esta se transformaría en una hermosa doncella que le otorgaría la corona y bendeciría su reinado. Esto se puede comparar con la canción King Henry (Child n.º 32, que ha sido grabada por Steeleye Span).
En The Witch on the Wall Andersen dedica un capítulo titulado «Pagana o medieval» a esta teoría, y aunque sugiere posibles influencias paganas en las sheelas irlandesas, las ubica firmemente en un contexto medieval. De la anterior propuesta de Ross dice sobre los posibles orígenes paganos: «Lo que puede decirse contra ello es que resulta menos fácil de probar y menos fácil de ilustrar que el posible origen continental francés para el motivo discutido en anteriores capítulos...»
Weir y Jerman exploran la posible influencia de las figuritas de Baubo sobre el motivo pero admiten que el vínculo es tenue, escribiendo que «resulta muy interesante como especulación, pero la cantidad de evidencias no es grande».
Freitag explora los posibles orígenes paganos celtas pero de nuevo encuentra poco que sugiera un vínculo, «...en particular la noción de la vieja bruja divina siendo un retrato de Ur-Sheela debe ser firmemente rechazada como caprichosa conjetura». A pesar del rechazo académico a un origen pagano, esta teoría sigue siendo ampliamente aceptada en otros ámbitos y es firmemente defendida por sus partidarios. En apoyo de esta teoría se puede citar el descubrimiento en 2011 de una Sheela na Gig en un santuario rupestre del siglo I en el Municipio de Coirós (Galicia) por el arqueólogo Antom Malde.

### Una figura de fertilidad
Esta teoría suele usarse junto con la anterior explicación de la representación de una diosa pagana. Freitag propone la teoría de que las figuras se usaban en un contexto de fertilidad y las asocia con «piedras de parto». Hay evidencias folclóricas de que al menos algunas de las Sheelas fueron usadas de esta forma, prestándose las figuras a las mujeres de parto. Otras figuras tienen asociadas a ellas tradiciones de bodas. Según Margaret Murray, la figura de la iglesia de St. Michael en Oxford, ubicada en la puerta norte, cuenta con la tradición de ser mostrada a las novias en el día de sus bodas. Sin embargo, esta teoría no abarca todas las figuras: algunas son delgadas, mostrando sus costillas y pechos flacos (Fethard); sin embargo, otras son gordas y aparecen en un contexto sexual con un compañero (Whittlesford). El reciente descubrimiento de una pareja exhibicionista en Devizes por Theresa Oakley y Alex Woodcock también resta peso a esta teoría. Los rostros de algunas figuras están estriados, indicando cicatrices o tatuajes. Por tanto, aunque esta pudiera parecer la interpretación más obvia, una mirada más detenida a las figuras revela características que difícilmente encajan con una función de fertilidad.

### Un aviso contra la lujuria
Esta teoría fue propuesta por Anthony Weir y James Jerman en Images of Lust. Explica las figuras como un aviso religioso contra los pecados de la carne. Las figuras exhibicionistas de todos los tipos —hombres, mujeres y bestias— se hallan en el arte medieval frecuentemente en compañía de representaciones de bestias devorando personas y otras imágenes «infernales». Estas imágenes, argumentan, se usaron como medios de instrucción religiosa para una población en gran parte analfabeta. Como parte de esta interpretación, exploran un origen continental de las figuras. Jørgen Andersen sugirió este origen por primera vez, y Weir y Jerman continuaron y ampliaron esta línea de investigación, argumentando que el motivo migró desde el continente a través de las rutas de peregrinación que llevaban a Santiago de Compostela (Freitag argumenta contra esta teoría.) Los escultores peregrinos tomaron nota de lo que habían visto en la ruta y terminaron tallando sus propias interpretaciones de los motivos que habían visto. Finalmente, el motivo exhibicionista migró a Irlanda y Gran Bretaña. Esta teoría parece encajar bien con gran parte de las figuras religiosas, pero peor con algunas de las seculares. Las imágenes que aparecen en castillos no parecen haber servido a fines religiosos. La figura de Haddon Hall se ubica en unos establos (aunque puede haber sido trasladada ahí desde otro sitio). Así que aunque esta teoría parece tener alguna credibilidad, de nuevo no abarca todas las figuras.

### Protección contra el mal
Esta teoría es discutida por Andersen en The Witch on the Wall y Weir y Jerman en Images of Lust. Parece improbable que las figuras de los castillos tuvieran un propósito religioso, por lo que esta teoría sugiere que tenían una función apotropaica y estaban diseñadas para alejar el mal. A esto contribuye el nombre «malvados ojos de piedra» (Evil Eye Stones) dado a algunas de las figuras en Irlanda. Hay también alguna evidencia folclórica de que los demonios podían ser repelidos a la vista de unos genitales femeninos. Andersen reproduce una lámina de los Nouveaux Contes (1674) de Jean de La Fontaine en la que un demonio es repelido por la visión de una mujer levantándose la falda. Este gesto supersticioso presente en varias culturas es denominado anasyrma. Weir y Jerman también cuentan una historia de The Irish Times (23 de septiembre de 1977) sobre un incidente potencialmente violento involucrando a varios hombres que fue evitado por una mujer que expuso sus genitales a los atacantes. Sin embargo, también arrojan alguna duda sobre la veracidad de este relato. Weir y Jerman siguen sugiriendo que la función apotropaica parece haber sido gradualmente adscrita a las figuras con el tiempo. Aunque esta teoría parece encajar con la mayoría de las figuras seculares y algunas de las religiosas, de nuevo no parece poder aplicarse a todas ellas.

## Distribución de las figuras

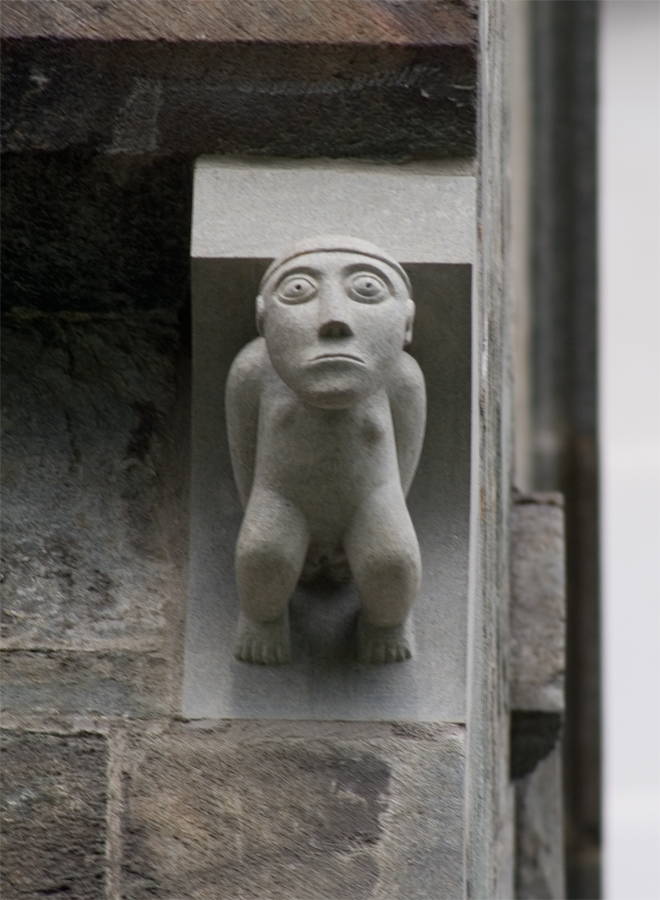
Talla exhibicionista de estilo románico de la Catedral de Nidaros (Trondheim, Noruega). La figura mostrada es un reemplazo moderno, ya que la original se conserva en el Museo Palacio del Arzobispo.

Como ya se ha señalado, Irlanda cuenta con el mayor número de Sheela na Gigs conocidas (tantas que a menudo se cree erróneamente que son un fenómeno exclusivamente irlandés). Sin embargo, con la publicación de Witch on the Wall e Images of Lust se ha hecho cada vez más obvio que el motivo de las Sheela na Gigs, lejos de ser insular, puede de hecho hallarse por toda Europa. El número exacto de figuras es difícil de calcular, dado que la interpretación de lo que es o no una Sheela na Gig cambia de un autor a otro: por ejemplo, Freitag omite la figura de Rochester en su lista mientras Weir y Jerman la incluyen. En The Sacred Whore Concannon incluye algunas figuras desgastadas que por el momento sólo esta autora ha identificado como Sheela na Gigs. Aún se están identificando figuras anteriormente desconocidas.
Hasta ahora se sabe que los siguientes países tienen (o han tenido) iglesias con figuras exhibicionistas femeninas en ellas (la siguiente lista procede de las incluidas en Witch on the Wall, Images of Lust y Sheela-na-gigs: Unravelling an Enigma):
- Irlanda
- Francia
- España
- Inglaterra
- Gales
- Escocia
- Noruega
- Suiza
- República Checa y Eslovaquia

Un número importante de figuras se encuentran en contextos románicos, especialmente en Francia, España, Gran Bretaña y Noruega. Las figuras irlandesas suelen hallarse en regiones de influencia normanda.

## Paralelismos
La Encyclopedia of Religion, en su artículo sobre «ioni» (‘útero’, ‘vagina’, ‘vulva’ o ‘vientre’ en sánscrito), señala la similitud entre la ubicación de muchas Sheelas sobre puertas y ventanas y las figuras femeninas talladas en madera sobre las puertas de las casas de los jefes (bai) en el archipiélago paluano. Llamadas dilukai (o dilugai), aparecen típicamente abiertas de piernas, mostrando una zona púbica grande, negra y triangular, con las manos descansando en los muslos. Los autores del artículo dicen:

Estas figuras femeninas protegen la salud de los aldeanos y también les protegen de todos los espíritus malvados. Las construyen especialistas rituales de acuerdo a estrictas reglas, que de quebrantarse resultarían en la muerte del especialista y del jefe. No es coincidencia que cada ejemplo de símbolos representando los genitales femeninos usados como recursos apotropaicos se hallen sobre puertas. La vulva es la puerta primordial, la división misteriosa entre la vida y la no-vida.

### Libros
- Andersen, J. (1977). The witch on the wall: medieval erotic sculpture in the British Isles. Copenhague: Rosenkilde & Bagger. ISBN 978-87-423-0182-1.
- Concannon, M. (2004). The sacred whore: Sheela, goddess of the Celts. Cork: Collins Press. ISBN 978-1-903464-52-6.
- Freitag, B. (2004). Sheela-na-gigs: Unravelling an Enigma. Londres: Routledge. ISBN 978-0-415-34552-1.
- Kelly, E. P. (1996). Sheela-na-gigs: origins and functions. Dublín: Country House. ISBN 978-0-946172-51-1.
- O'Connor, J. (1991). Sheela na gig. Tipperary: Fethard Historical Society. ISBN 978-0-9518168-0-6.
- Roberts, J., McMahon, J. (2001). The Sheela-na-Gigs of Ireland and Britain: The Divine Hag of the Christian Celts – An Illustrated Guide. Cork: Mercier Press. ISBN 978-1-85635-294-9.
- Ross, A. (1967). Pagan Celtic Britain: studies in iconography and tradition. Londres: Routledge & K. Paul. OCLC 895156.
- Weir, A., Jerman, J. (1986). Images of lust: sexual carvings on medieval churches. Londres: Batsford. ISBN 978-0-7134-7404-6.

### Artículos
- Murray, M. (1934). «Female Fertility Figures». Journal of the Royal Anthropological Institute LXIV.
- Oakley, T., Woodcock, A. (2006). «The Romanesque Corbel Table at St John's, Devizes and its Sheela na gig». The Wiltshire Archaeological and Natural History Magazine 99.